# Distretto di Hėrlėn (Dornod)
Il distretto di Hėrlėn  è uno dei quattordici distretti (sum) in cui è suddivisa la provincia del Dornod, in Mongolia. Conta una popolazione di 40.439 abitanti (censimento 2009). 